# Indre Østfold
Indre Østfold er en kommune i den nordlige del af det   Østfold i Norge. Kommunen blev etableret 1. januar 2020 ved en sammenlægning af de fem kommuner Askim, Eidsberg, Hobøl, Spydeberg og Trøgstad. Kommunen har et samlet indbyggertal på lidt under 45.000 indbyggere.
Den var en del af  Viken fylke som blev etableret 1. januar 2020, men opløst fra 1. januar 2024.
Højeste punkt er Viktjernhøgda der er 331 moh.